# Bükkösd
Bükkösd är en ort i Ungern.   Den ligger i provinsen Baranya, i den sydvästra delen av landet, 170 km sydväst om huvudstaden Budapest. Bükkösd ligger 149 meter över havet och antalet invånare är 1 132.
Terrängen runt Bükkösd är huvudsakligen platt, men österut är den kuperad. Runt Bükkösd är det ganska glesbefolkat, med 31 invånare per kvadratkilometer. Närmaste större samhälle är Pécs, 19,1 km öster om Bükkösd. Trakten runt Bükkösd består till största delen av jordbruksmark.